# Afromelittia aenescens
Afromelittia aenescens is een vlinder uit de familie wespvlinders (Sesiidae), onderfamilie Sesiinae.
Afromelittia aenescens is voor het eerst wetenschappelijk beschreven door Butler in 1896. De soort komt voor in het Afrotropisch gebied.